# 万宁桥
39°56′06″N 116°23′24″E / 39.93501°N 116.38994°E
万宁桥，俗称后门桥、地安桥，位于中国北京市西城区地安门外大街上，是一座横跨玉河的石桥。
1984年，以后门桥之名，列为第三批北京市文物保护单位。因侯仁之提议，北京市人民政府在2000年完成桥梁修缮，恢复河道景观，改名万宁桥。2013年，万宁桥随玉河故道列为第七批全国重点文物保护单位——大运河的子项。2024年，成为世界遗产——北京中轴线的遗产点之一。
北京市现有九处桥闸类全国重点文物保护单位，仅有万宁桥仍做为城市次干路通行。

## 简介
万宁桥位于什刹海前海以东，坐落于北京城中轴线上。万宁桥原为木桥，元朝改为石拱桥，始建于元世祖至元二十二年（1285年）。元朝还在万宁桥西侧建有澄清闸（澄清上闸）。如今，该闸仅存遗址。
明朝起，因该桥在地安门以北，地安门为北京皇城的后门，故该桥俗称“后门桥”。
万宁桥为单孔汉白玉石拱桥，桥两侧有汉白玉石护栏，护栏上雕有莲花、宝瓶等图案。。清代更换过桥栏杆。
中华人民共和国时期，万宁桥下的玉河被改为地下暗河。自此，万宁桥两侧都是平地，桥身被埋，仅有桥栏在地面上。
1984年，北京市人民政府以后门桥之名，列为第三批北京市文物保护单位。1998年，侯仁之对后门桥进行考察。他应邀为中共北京市委相关人士作北京城历史的报告时，讲述此桥的历史文化价值，向北京人民市政府建言，力主修缮桥梁，恢复河道景观，改名万宁桥。1999年6月，北京市人民政府批准市文物局大规模整修万宁桥及其周围环境。
2000年，在修复万宁桥的同时，在万宁桥西增建一座汉白玉三孔石拱桥。此次修复万宁桥，将万宁桥下原来已经改为暗河的玉河恢复为河道，河水自什刹海前海东端出水口处开始，流至万宁桥东侧不远处。桥身东西两侧重现水流，桥身恢复原貌。2000年12月，工程完工。
2013年，万宁桥随玉河故道列为第七批全国重点文物保护单位——大运河的子项。2023年，万宁桥列入北京市第二批水利遗产名录
2024年7月27日，萬寧橋作为「北京中轴线——中国理想都城秩序的杰作」的组成部分，入選世界遗产。

## 传说
老北京俗话说：“北京在后门桥底下”。1950年，在清挖什刹海、疏通玉河时，在后门桥下的淤泥中挖出了一根四方的清石桩，长一丈，宽七八寸，石桩一面刻有一只三寸多长的老鼠，下面刻有 “北京”二字，为楷体直书，每字大小约五寸。可能是明朝永乐年间修建北京城时，在此立的子午线石桩（十二生肖中鼠为地支“子”）。工程完工后被弃置于桥下。据说，子午线上刻有马（地支“午”）的石桩原在天桥下。